# 專上課程電子預先報名平台
專上課程電子預先報名平台 （英語：Electronic Advance Application System for Post-secondary Programmes），簡稱E-APP，是香港教育局設立的網上電子報名系統。平台讓應屆香港中學文憑考試考生申請大學聯合招生辦法（JUPAS）以外，經本地評審的副學位和學士學位課程。平台於2012年2月投入運作。截至2025年7月共有27所院校參與。

## 有提供可經專上課程電子預先報名平台申請的課程的院校
- 明愛白英奇專業學校
- 聖方濟各大學
- 宏恩基督教學院
- 港專學院
- 香港大學專業進修學院保良局何鴻燊社區書院
- 香港三育書院
- 香港藝術學院
- 香港浸會大學國際學院
- 香港浸會大學持續教育學院
- 香港珠海學院
- 香港專業進修學校
- 香港科技專上書院
- 香港都會大學李嘉誠專業進修學院
- 香港能仁專上學院
- 香港樹仁大學
- 嶺南大學持續進修學院
- 香港中文大學專業進修學院
- 香港恒生大學
- 香港專上學院
- 香港大學附屬學院
- 香港大學專業進修學院
- 東華學院
- 香港伍倫貢學院
- 香港高等科技教育學院
- 香港專業教育學院／香港知專設計學院／香港資訊科技學院
- 耀中幼教學院
- 青年會專業書院

註：
- 一些有提供可經專上課程電子預先報名平台申請的課程的院校也有提供自主招生，可以直接到該所院校報讀。
- 專上課程電子預先報名平台只適用於中六應屆文憑試考生，因此即使課程有以專上課程電子預先報名平台招生，若要以香港中學文憑考試以外資歷報讀相關課程（包括年長生、期望取得學分轉移及以二／三年級入學的人士），亦應自行向院校報讀。

## 外部連結
- 專上課程電子預先報名平台 （页面存档备份，存于）